# Trichoglossus
A szivárványlóri (Trichoglossus) a madarak osztályában papagájalakúak (Psittaciformes) rendjébe sorolt a szakállaspapagáj-félék (Psittaculidae) családjába, azon belül a lóriformák (Loriinae) alcsaládjának egyik neme.

## Rendszertani felosztása
A nembe az alábbi 10 faj tartozik:
- Sárgabegyű szivárványlóri (Trichoglossus capistratus)
- Pikkelyesbegyű szivárványlóri (Trichoglossus chlorolepidotus)
- Barnafejű szivárványlóri (Trichoglossus euteles)
- Skarlátbegyű szivárványlóri (Trichoglossus forsteni)
- Bíborhasú szivárványlóri (Trichoglossus haematodus), korábban sokszínű lóri
- Malukui szivárványlóri (Trichoglossus moluccanus)
- Biak-szigeti szivárványlóri (Trichoglossus rosenbergii)
- Bíboros szivárványlóri (Trichoglossus rubiginosus), korábban meggyszínű lóri
- Pirosörvös szivárványlóri (Trichoglossus rubritorquis), korábban Trichoglossus haematodus rubritorquis
- Floresi szivárványlóri (Trichoglossus weberi)

Átsorolva a Saudareos nembe - 3 faj
- Íriszlóri (Saudareos iris)
- Meyer-lóri (Saudareos meyeri), korábban sárga-zöld lóri
- Mindanaói lóri (Saudareos johnstoniae)
- Ékes lóri (Saudareos ornata)

Egyes rendszerekben ide sorolják az alábbi fajokat is:
- Ibolyalóri (Glossoptilus goldiei) vagy Psitteuteles goldiei
- Tarka lóri (Psitteuteles versicolor)

## Megjelenésük
E karcsú, nagyon szép színű madarak nyelvének hegye az ecsetnyelvű lórikéhoz hasonlóan ecsetszerű; a folyékony táplálék felvételére specializált. Farkuk ék alakú.

## Képek

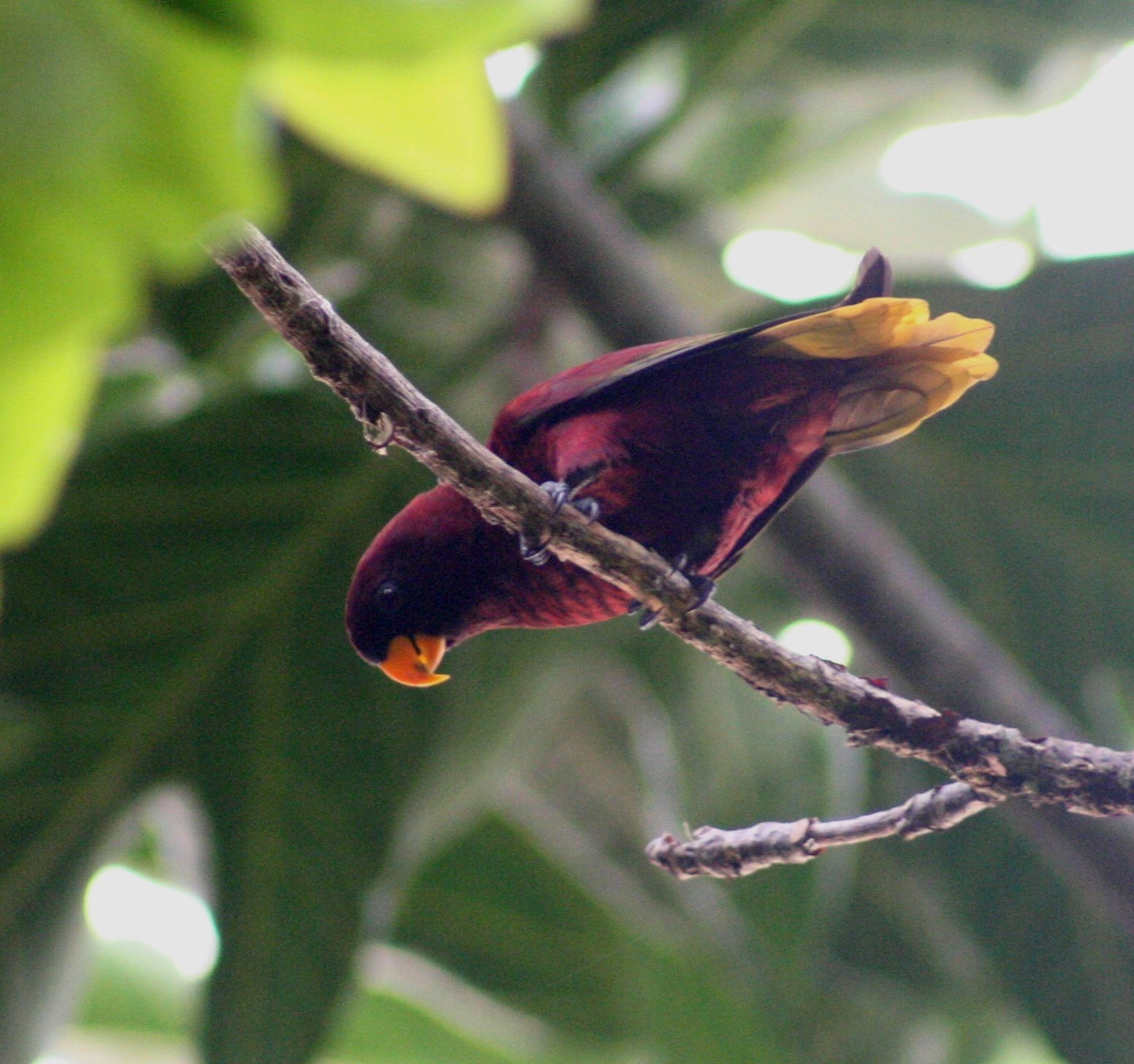
Bíboros szivárványlóri vagy meggyszínű lóri (Trichoglossus rubiginosus)
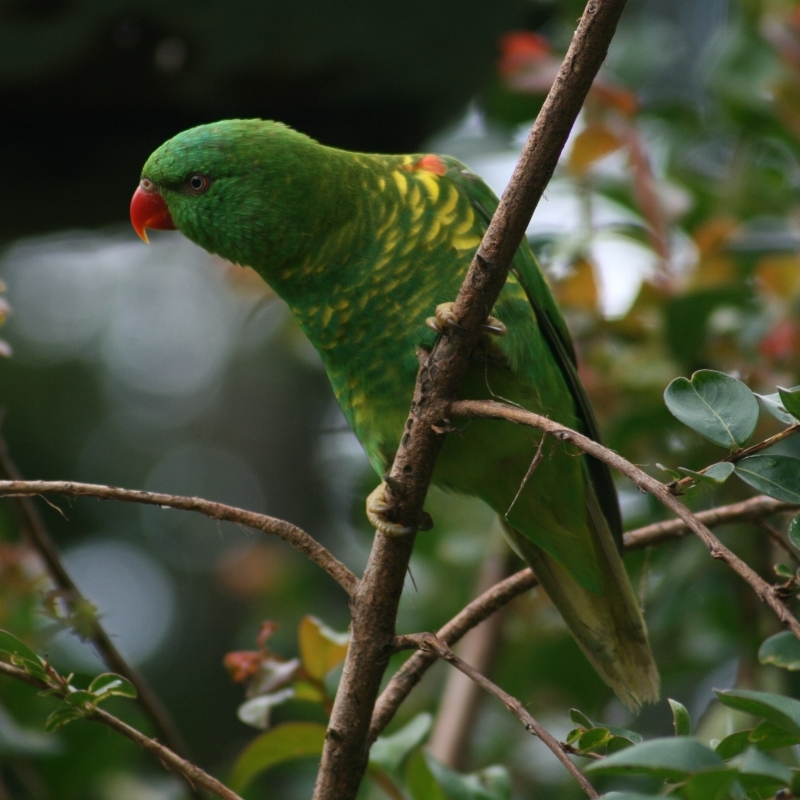
Pikkelyesbegyű szivárványlóri (Trichoglossus chlorolepidotus)
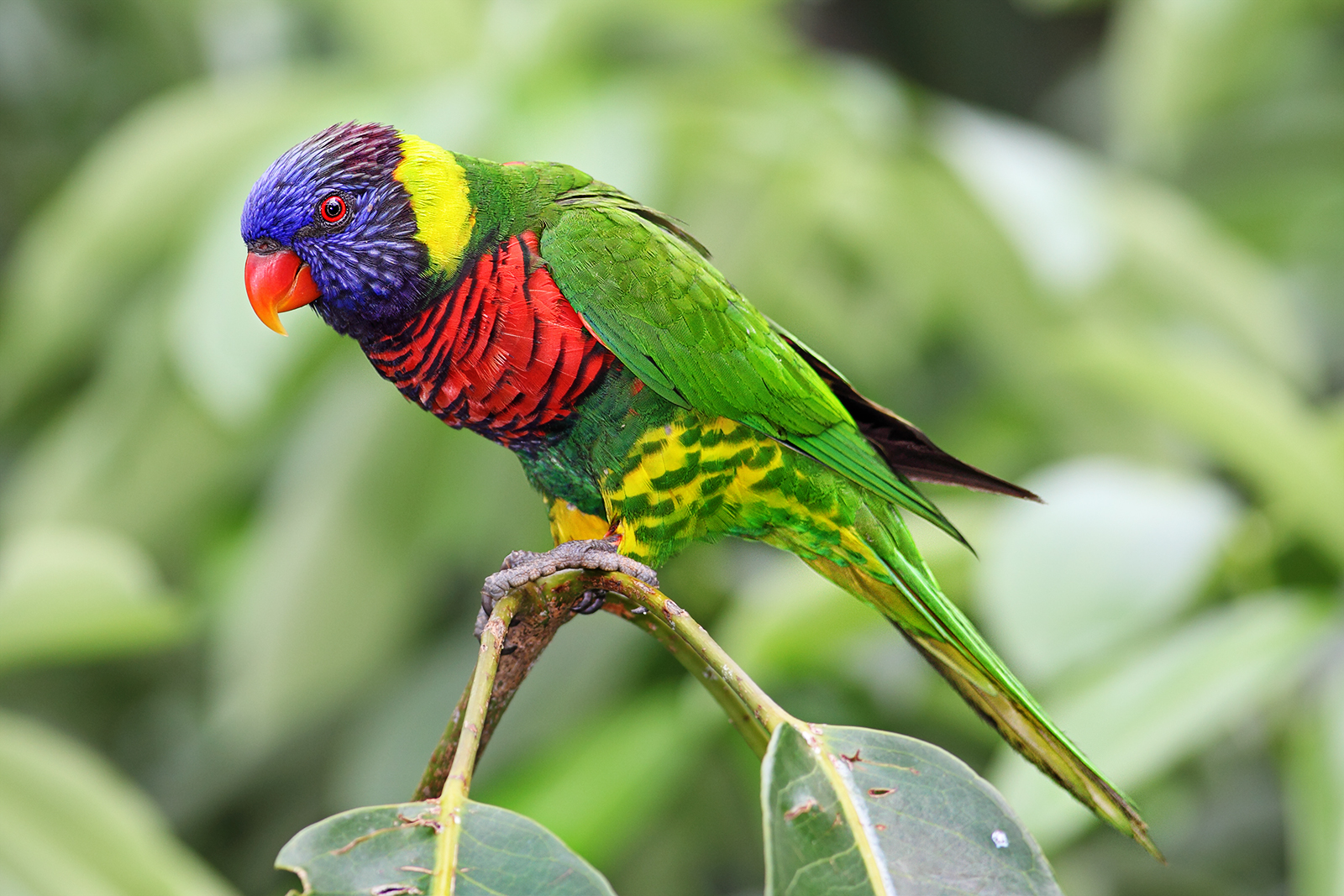
Bíborhasú szivárványlóri vagy sokszínű lóri  (Trichoglossus haematodus)
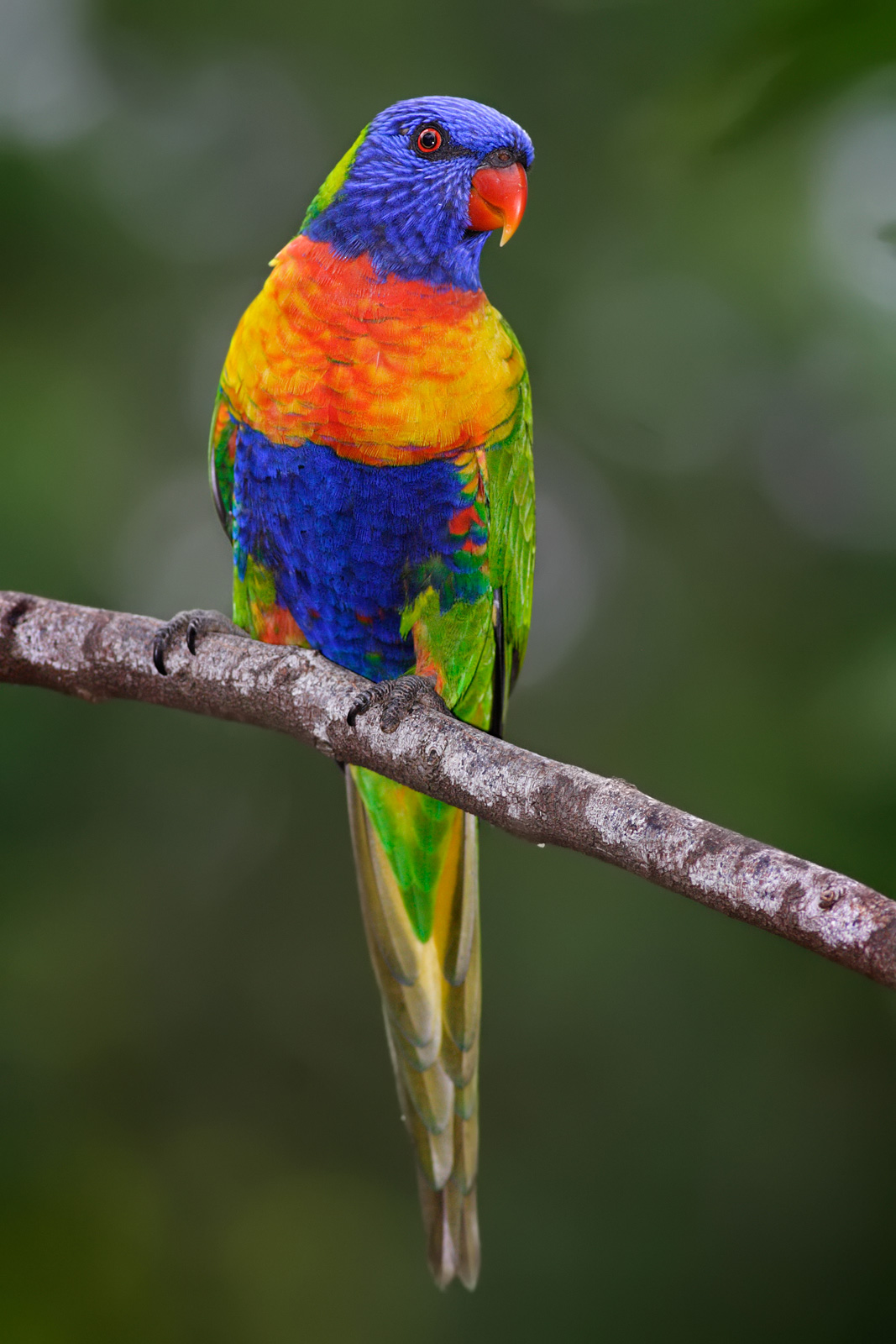
Malukui szivárványlóri (Trichoglossus moluccanus)
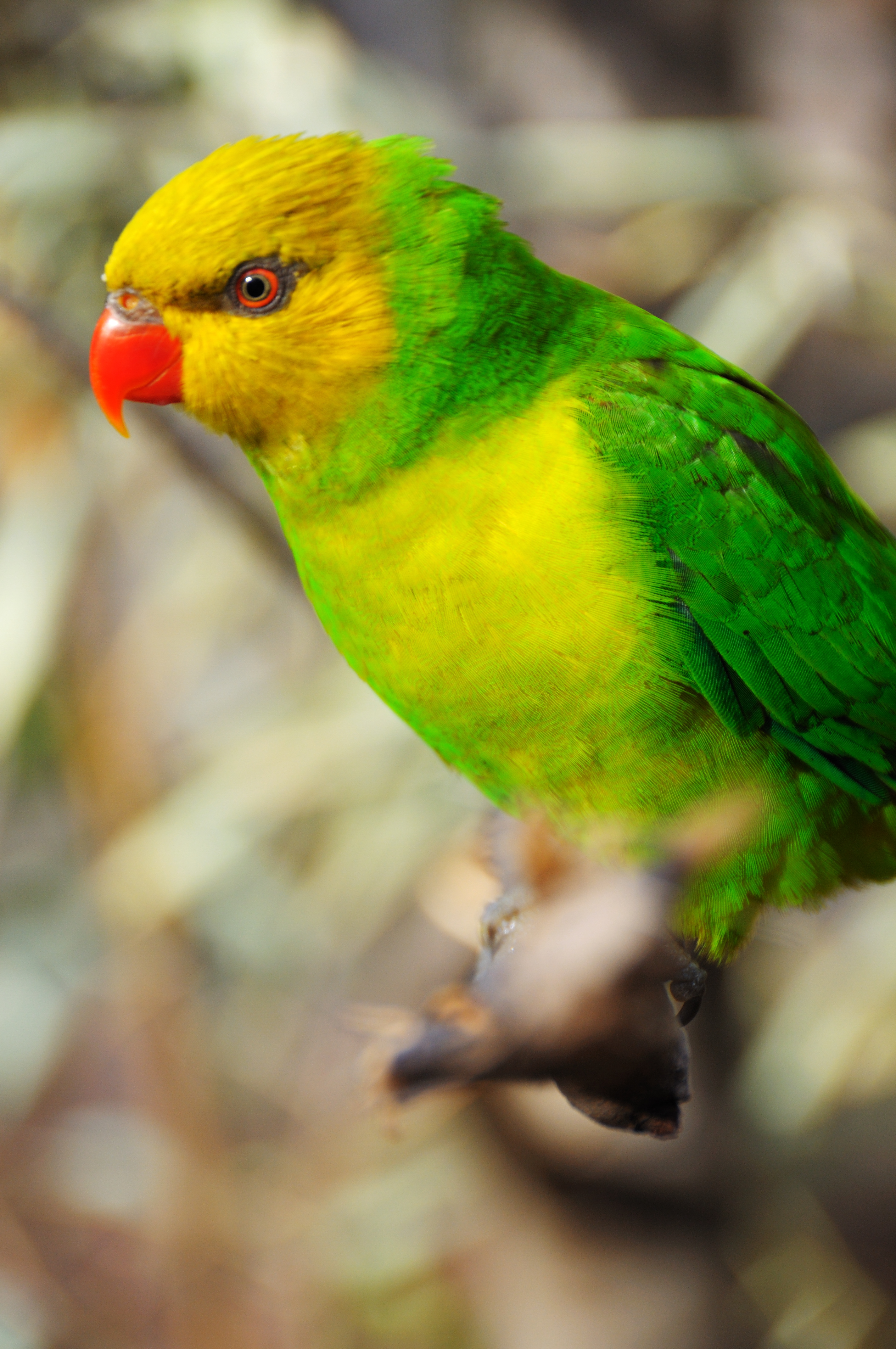
Barnafejű szivárványlóri (Trichoglossus euteles)